# جان‌حسن
جان‌حسن (به لاتین: Canhəsən) یک منطقهٔ مسکونی در جمهوری آذربایجان است که در شهرستان خواجه‌لی واقع شده‌است.